# Gojko Kačar
Gojko Kačar (ur. 26 stycznia 1987 w Nowym Sadzie) – serbski piłkarz występujący najczęściej na pozycji środkowego obrońcy lub defensywnego pomocnika. Od 2016 gra w FC Augsburg. Jego dwa wujkowie – Slobodan i Tadija byli medalistami olimpijskimi w boksie.

## Kariera klubowa
Gojko Kačar jest wychowankiem klubu FK Vojvodina Nowy Sad. Zawodową karierę rozpoczynał w 2002 roku, jednak w pierwszej lidze zadebiutował dopiero w maju 2004 roku podczas spotkania z Crveną Zvezdą Belgrad. W kolejnych rozgrywkach serbski piłkarz wystąpił w dwunastu spotkaniach, natomiast w sezonie 2005/2006 zanotował już 26 ligowych występów. W rundzie jesiennej rozgrywek 2007/2008 Kačar rozegrał siedemnaście meczów i zdobył jedenaście goli, dzięki czemu stał się najlepszym strzelcem swojej drużyny.
Dzięki dobrej formie w zimowym okienku transferowym Serb za trzy miliony euro przeniósł się do Herthy Berlin, co uczyniło go najdroższym graczem w historii Vojvodiny. W Bundeslidze Kačar zadebiutował 2 lutego 2008 roku w przegranym 0:3 spotkaniu z Eintrachtem Frankfurt. Pierwszego gola dla Herthy strzelił natomiast 3 maja podczas wygranego 3:1 pojedynku przeciwko Karlsruher SC. Przez cały sezon Kačar wystąpił łącznie w siedemnastu meczach Bundesligi i razem z drużyną w końcowej tabeli zajął dziesiąte miejsce. W 2010 roku spadł z Herthą do 2. Bundesligi i następnie odszedł do Hamburger SV. W 2014 roku był wypożyczony do Cerezo Osaka. W 2016 trafił do FC Augsburg.

## Kariera reprezentacyjna
Razem z reprezentacją Serbii U-21 Kačar wziął udział w Euro 2007. Razem ze swoim zespołem wywalczył srebrny medal, jednak sam wystąpił tylko w przegranym 2:0 meczu grupowym z Anglią. 7 września 2008 roku Kačar strzelił dla młodzieżowej drużyny Serbii pięć bramek w wygranym 8:1 spotkaniu przeciwko Węgrom.
W dorosłej reprezentacji Serbii Kačar zadebiutował 24 listopada 2007 roku w pojedynku z Kazachstanem. Wraz z reprezentacją awansował na Mistrzostwa Świata 2010.